# Zypern (Gerät)

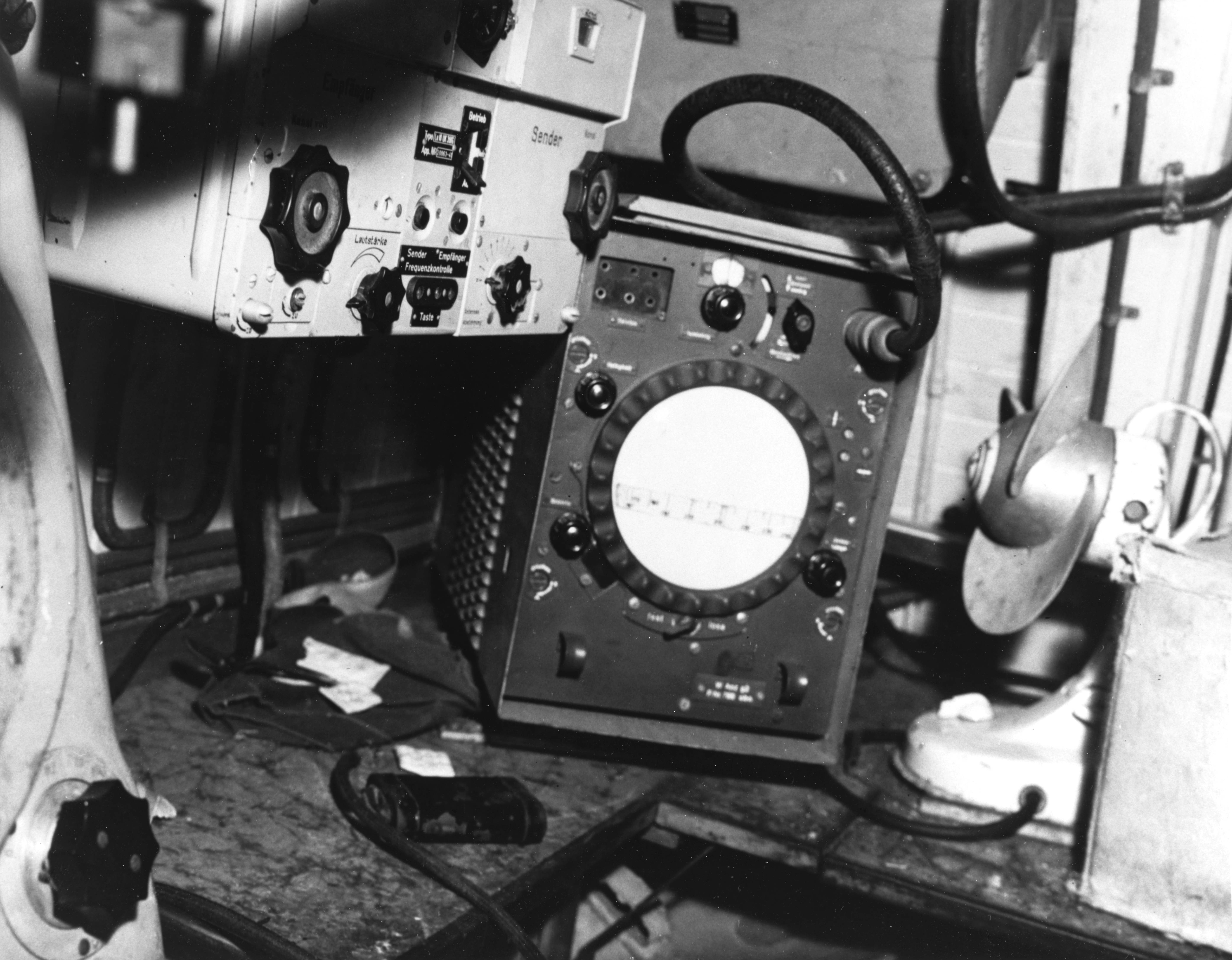
Das FuMB „Wanze“ mit dem auffälligen runden Kathodenstrahlröhrenbildschirm hier im Funkraum von U 505. Man erkennt die horizontale Skala, die zur Frequenzbestimmung diente. Rechts neben dem Gerät ein Ventilator. Das Foto stammt vom 4. Juni 1944, unmittelbar nach der Erbeutung des U‑Boots durch die US Navy.

Zypern war der Deckname eines im Zweiten Weltkrieg eingesetzten deutschen „Panoramaempfängers“ für den Ultrakurzwellenbereich. Die eigentliche Gerätebezeichnung war Fu MB 8 (Zypern I) beziehungsweise Fu MB 9 (Zypern II). Dabei stand die Abkürzung für „Funkmeßbeobachtungsgerät“ (authentische damalige Schreibweise mit „ß“). Eine alternative Bezeichnung war „Wellenanzeiger“, WAnz g 1 für das erste Modell und WAnz g 2 für das zweite. Daraus erwuchs der Spitzname Wanze, der speziell beim zweiten Modell den eigentlichen Decknamen verdrängte.
Als Namensstifterin für den ursprünglichen Decknamen diente, wie auch bei vielen anderen Funkmessbeobachtungsgeräten der Wehrmacht, beispielsweise FuMB 4 Samos oder FuMB 7 Naxos, eine Insel, in diesem Fall Zypern.

## Beschreibung

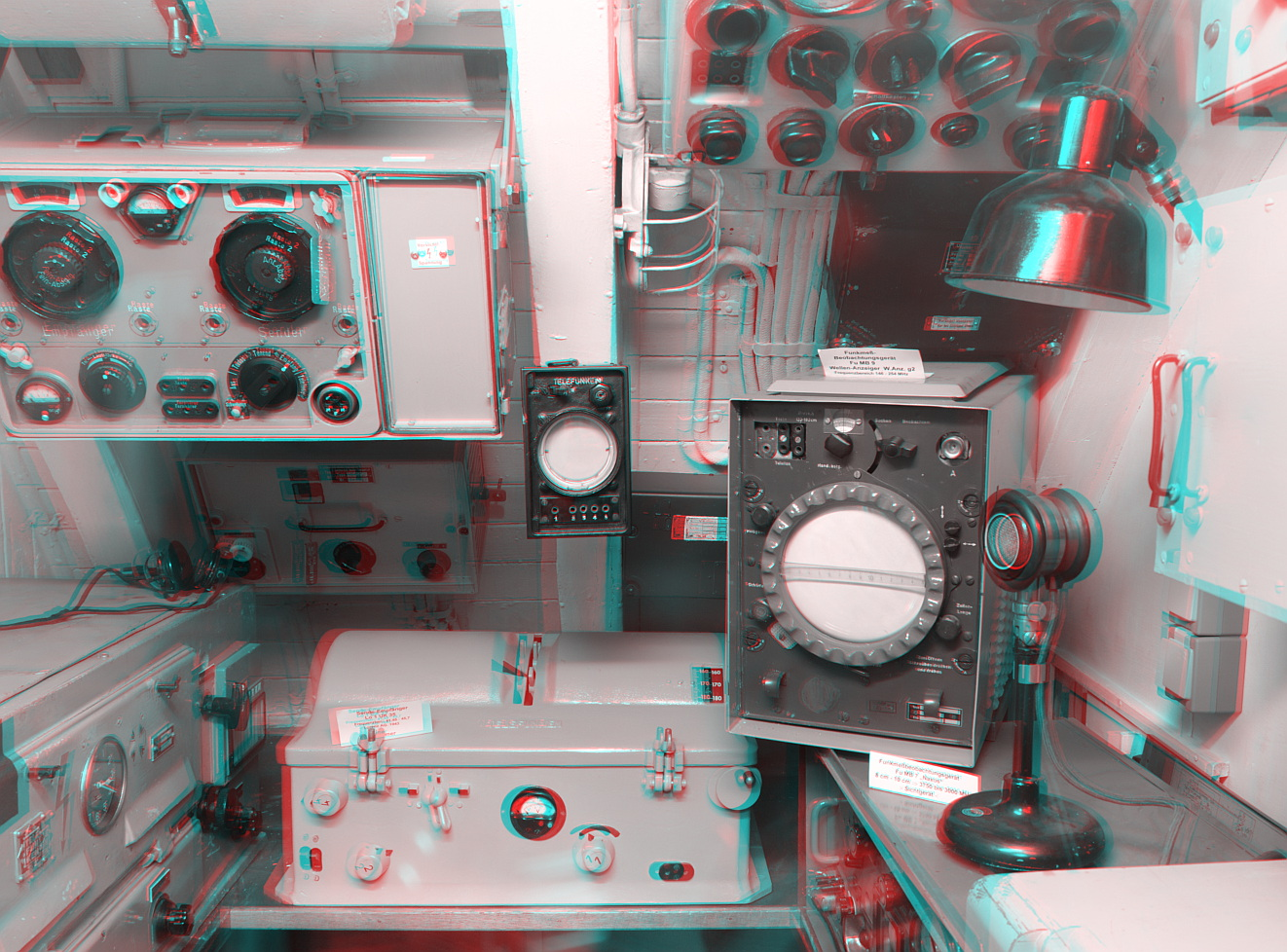
Anaglyphenbild des Funkraums von U 995. (Stereoskopische Ansicht mithilfe einer Rot-Cyan-Brille möglich.)

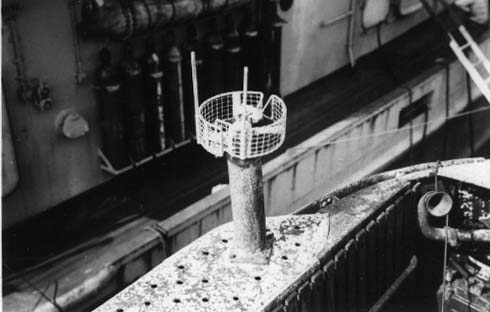
Bali-Antenne auf dem Turm von U 505.

Das erste Funkmessbeobachtungsgerät (FuMB) der Kriegsmarine war FuMB 1, Deckname Metox. Es wurde ab 1940 auf Überwassereinheiten und ab August 1942 auch auf deutschen U‑Booten als Radarwarngerät eingesetzt. Es gab unterschiedliche Modelle, die zunächst (Metox R203) den Wellenlängenbereich von 1,88 m bis 5 m abdeckten, entsprechend einem Frequenzband von 60 MHz bis 160 MHz, und später (Metox R600) den Bereich von 0,62 m bis 2,65 m, entsprechend 110 MHz bis 480 MHz. Die Frequenzsuche geschah manuell mithilfe eines Drehknopfs an der Gerätefrontplatte.
In der Nachfolge wurden von unterschiedlichen Firmen verbesserte Geräte entwickelt, die einen weiteren Frequenzbereich abdeckten, empfindlicher waren und möglichst automatisch arbeiten sollten. Einer der Nachfolger war FuMB 8. Es wurde von der Firma Hagenuk in Kiel hergestellt. Deren Name wurde allerdings aus Geheimhaltungsgründen, wie auch bei allen anderen Fertigungsstätten von kriegswichtigen Geräten, damals nicht genannt, sondern durch ein codiertes Fertigungskennzeichen ersetzt, in diesem Fall durch obn (siehe auch Liste deutscher Fertigungskennzeichen).
Sowohl FuMB 8 als auch dessen verbesserter Nachfolger, FuMB 9, waren automatische Suchempfänger. Heute würde man sie auch als „Funkscanner“ bezeichnen oder sie als eine frühe Form eines Spektrumanalysators auffassen. Der interne Überlagerungsempfänger („Superhet“) enthielt einen von einem kleinen Elektromotor angetriebenen Drehkondensator. Dadurch wurde die Empfangsfrequenz etwa zwanzig Mal pro Sekunde zwischen 166 MHz und 250 MHz (1,2 m bis 1,8 m) automatisch variiert. Das Ergebnis wurde auf einer Braunschen Röhre dargestellt. So ließ sich, ähnlich wie bei einem Panoramabild, auf einen Blick das gesamte Frequenzband erfassen und bei auftretenden Signalen, die sich als senkrechte „Zacken“ auf der Messkurve bemerkbar machten, deren ungefähre Wellenlänge ablesen. Die Geräte waren ab August 1943 einsatzreif.
Zur näheren Identifikation der Signalquelle konnte der Motor abgeschaltet werden und das Gerät von Hand abgestimmt werden. Nun konnte mithilfe eines Kopfhörers das demodulierte Signal, im Jargon „Ortungsträger“ genannt, akustisch ausgewertet werden und Daten wie dessen Impulsfolgefrequenz bestimmt werden.
Als Antenne wurde der bereits beim Metox benutzte Runddipol Bali weiter verwendet.